# Duncan Mackinnon
Duncan Mackinnon (Paddington, Londres, 29 de setembre de 1887 - Ieper, Bèlgica, 9 d'octubre de 1917) va ser un remer anglès que va competir a començaments del segle xx. Morí en acció de guerra durant la Primera Guerra Mundial.
Mackinnon nasqué a Londres i estudià al Rugby School el Magdalen College de la Universitat d'Oxford. Va ser membre de l'equip del Magdalen College de quatre sense timoner que va guanyar la Stewards' Challenge Cup i la Visitors' Challenge Cup de la Henley Royal Regatta el 1907 i 1908. Aquella tripulació fou escollida per representar el Regne Unit als Jocs Olímpics de Londres en la prova de quatre sense timoner del programa de rem. Fent equip amb John Somers-Smith, Collier Cudmore i Angus Gillan guanyà la medalla d'or. Posteriorment remà amb l'equip d'Oxford que guanyà la regata Oxford-Cambridge de 1909, 1910 i 1911. Mackinnon també fou membre de l'equip que guanyà la Grand Challenge Cup dues vegades i una la Wyfold Challenge Cup.
En finalitzar els estudis a Oxford passà a treballar en el negoci familiar a Calcuta. Va tornar a Anglaterra amb l'esclat de la Primera Guerra Mundial, en la qual va participar, primer amb la Royal North Devon Hussars i després, com a tinent de la Scots Guards. Va morir a Ieper durant la batalla de Passchendaele. Les seves restes no van ser recuperades i el seu nom està gravat al proper Tyne Cot Memorial.